# Giovanni Francesco Busenello
Giovanni Francesco Busenello (Venezia, 24 settembre 1598 – Legnaro, 27 ottobre 1659) è stato un librettista e poeta italiano.
Da giovane si ritiene che abbia studiato legge all'università di Padova, avendo come docenti Paolo Sarpi e Cesare Cremonini. Fu autore di cinque libretti per l'opera veneziana. Scrisse anche in lingua veneziana.

## Libretti
- Gli amori di Apollo e Dafne (1640), musicata da Francesco Cavalli
- La Didone (1641), musicata da Francesco Cavalli
- L'incoronazione di Poppea (1643), musicata da Claudio Monteverdi
- La prosperità infelice di Giulio Cesare dittatore (1646), musicata da Francesco Cavalli
- Statira principessa di Persia (1655), musicata da Francesco Cavalli